# Dumfries, Virginia
Dumfries är en kommun (town) i Prince William County i Virginia. Orten har fått sitt namn efter Dumfries i Skottland. Vid 2010 års folkräkning hade Dumfries 4 961 invånare.